# Кызылахметли Мустафа-паша
Кызылахметли́ Мустафа́-паша́ (1495—1568/69) — османский государственный деятель, занимавший посты четвёртого визиря, пятого визиря, сардара, участник великой осады Мальты в качестве сераскера (командующего) и осады Сигетвара, представитель династии Джандарогуллары.

## Происхождение

### Династия и семья
Мустафа-паша (Кызылахметли) родился в знатной семье. Отец происходил из семьи Джандароглу, с 1292 до 1460/61 года бывшей правящей династией бейлика Джандарогуллары. Земли, принадлежавшие или подконтрольные бейлику, граничили с бейликом Османогуллары, потому представители Кандарогуларов неоднократно заключали браки с представителями династии Османов, начиная с Орхана. По отцу дедом Мустафы (по другой версии — прадедом) был Кызыл Ахмед-бей Исфендияроглу, сын Сельчук-хатун (ум. 25 октября 1485), дочери Мехмеда I — последний правитель бейлика.

Династические альянсы Османогулларов и Джандаридов.
По Ан. Д. Алдерсону.

Отцом Мустафы был Мирза Мехмед-паша, сын Кызыл Ахмед-бея Исфендияроглу. Мирза Мехмед-паша был женат дважды: первой его женой была дочь Баязида II Фатьма-султан, которую иногда и называют матерью Мустафы-паши и его брата, Ахмеда-паши; после смерти первой жены Мирза Мехмед женился на её племяннице Сахнисе, дочери шехзаде Абдуллаха, для которой это был тоже второй брак. Историки склоняются к тому, что матерью Мустафы была Сахниса-султан.
Происхождение Мустафы-паши и его брата, Ахмеда долгое время было предметом дискуссий. Так, их матерью называли дочь султана Баязида II; отцом — Мирзу Мехмед-пашу, сына Кызыл Ахмед-бея Исфендияроглу. По другой версии, дочь Баязида II и Мирза-паша приходились Мустафе-паше бабушкой и дедом по отцу; матерью паши, согласно этой версии, была безымянная «няня Селима II». Венецианский посол Гардзони доносил о его родном брате, Ахмеде, в 1573 году: «[Селим II] Проводит большую часть своего времени за игрой в шахматы с матерью Ахмеда-паши, пожилой женщиной, которая была ранее его няней, и увлечённый остротами, что она привыкла говорить ему…» Лесли Пирс пишет: «Селим и его няня имели и другие связи: она была замужем за сыном одной из дочерей Баязида II, и её сын, Шемси Ахмед-паша, был доверенным лицом султана».
Братьями Мустафы, согласно различным источникам, были:
- Шемси Ахмед-паша — источники называют его полнородным братом Шемси Ахмеда-паши[2][3][7][9][10].
- Муса-паша — бейлербей Эрзурума, погиб на Кавказе в 1544 году[8][k 5].
- Дамад Султанзаде Мехмед-бей — сын Мирзы-паши от Фатьмы-султан. Был женат на дочери Селима I Гевхерхан-султан. Служил санджакбеем Караси в 1514 году и погиб в Чалдыранской битве[9].

Оставил трёх сыновей и одну дочь. Зятем Мустафы-паши был великий визирь Сердар Ферхат-паша.
Сыновья Мустафы-паши не дожили до начала правления Мурада III и не оставили мужского потомства.

### Легенда
Также, представители семьи претендовали на происхождение от Халида ибн Велида. Свидетельство этому сохранились у Печеви: «Он [КызылАхмедли Мустафа-паша] утверждал что происходил из рода Халида ибн Велида». Брат Мустафы, Шемси-паша, написал об этом в Vikaye Tercümesi, там он указывает такую цепочку: «Халид ибн ал-Велид — Нуреддин — Шемседдин — Якуб — Али — Байезид Вели — Исфендияр — Ибрагим — Кызыл Ахмед — Мохамед Мирза — Шамси Ахмед-паша», и пишет о том, что он — девятое поколение от Халида. Многие историки соглашались с этой версией (например, Хаммер-Пургшталь): «Шемси-паша, … который вёл свою родословную к Халиду Бен-Валиду, генералу халифа Османа». Однако современные турецкие исследователи сомневаются в том, что Шемси-паша происходит от Халида (по крайней мере, по прямой мужской линии). Эрхан Афионджу полагает, что и Печеви выражал сомнения в этой связи. Шемси-паша родился в 1492 году, а Халид ибн ал-Валид умер в 642 году; турецкие учёные посчитали, что средний возраст для рождения наследника в цепочке из девяти звеньев составил бы 96 лет. Кроме того, считается, что мужская линия потомства Халида бин ал-Валида оборвалась на его внуке.

## Карьера
О ранних годах точных или подробных сведений нет. Печеви сообщает кратко: «Выйдя из гарема [Эндеруна], он был сначала главным сокольником, затем конюшим, румелийским бейлербеем». Бейлербеем Румелии он был в 1555—1558 гг.

### Осада Мальты
«Ничто не известно лучше, чем осада, в которой удача подвела Сулеймана» — писал Вольтер.
В 1565 году был четвёртым визирем и вместе с Тургут-реисом командовал османскими войсками при осаде Мальты. 

Сулейман повелел:
«Я намерен завоевать остров Мальта, и я назначил Мустафу-пашу командующим в этой кампании. Остров Мальта — это штаб-квартира для неверных. Мальтийцы уже заблокировали маршрут, используемый паломниками-мусульманами и торговцами в восточной части Белого моря по пути в Египет. Я приказал Пиале-паше принять участие в походе с Имперским флотом».

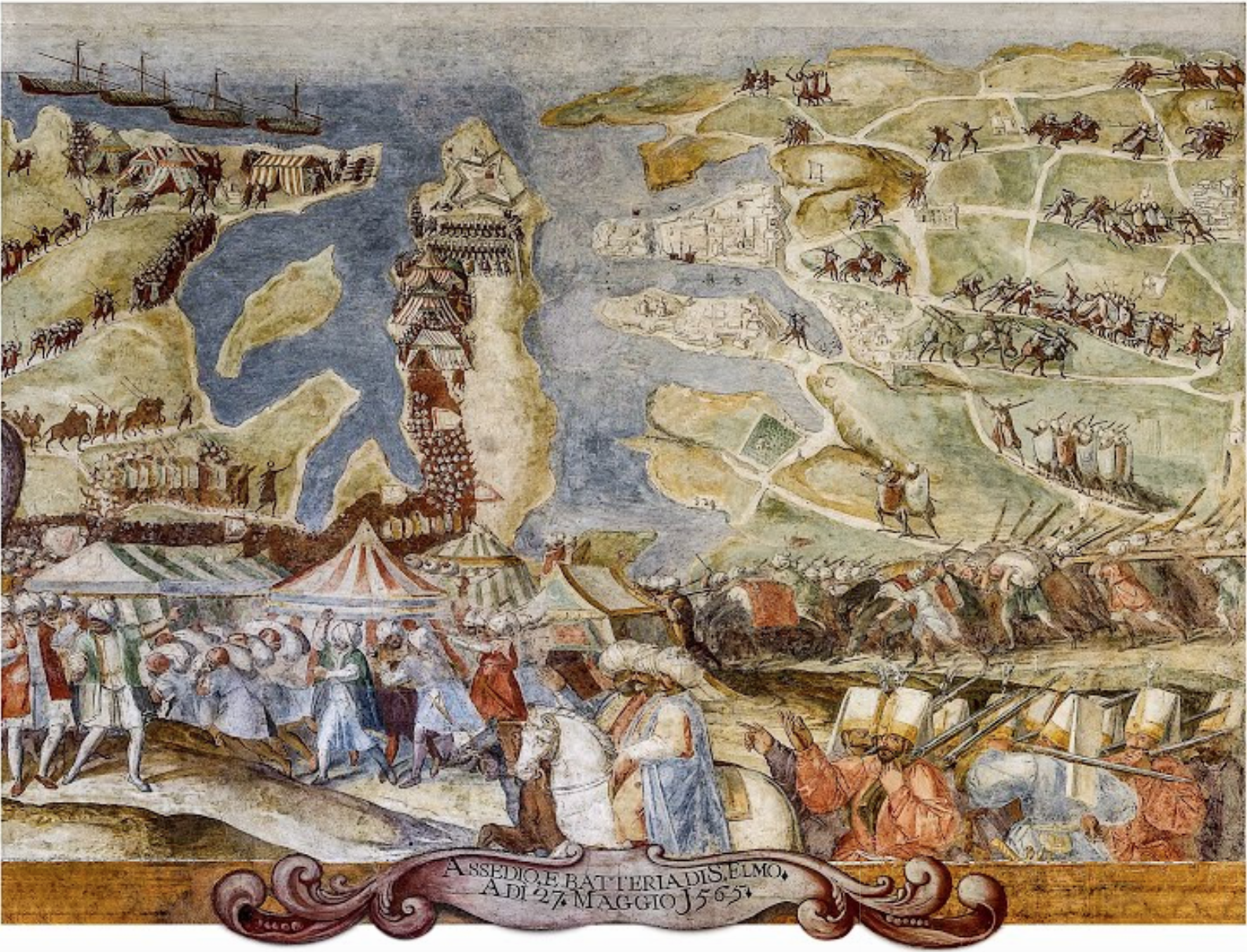
Эпизод осады. На переднем плане Драгут, Мустафа-паша и Пияле-паша.
Маттео Перес Алеччо
Дворец гроссмейстеров Мальтийского ордена

Существует распространённое заблуждение, что при осаде Мальты командовал Лала Мустафа-паша. Однако современники и историки однозначно указывают, что это Кызылахметли Мустафа-паша.
Османский флот подошёл к Мальте 18 мая 1565 года. Кораблями командовал Пияли-паша, сухопутными войсками — Кызылахметли Мустафа-паша. 23 мая началась бомбардировка Форта святого Эльма. Через несколько дней прибыл Тургут-реис, который лично принял командование над осаждающими войсками. Форт продержался 31 день. К 23 июня от 600 защитников в живых осталось лишь 60. В последнем бою погибли практически все, только 9 были взяты в плен. Погибшим отрубили головы, а тела прибили к деревянным крестам и пустили вплавь через вход в гавань к форту Сант-Анджело. Потери османов были так велики (включая и Тургут-реиса), что, по словам Франческо Бальби, Мустафа-паша произнёс: «Если столь маленький сын так дорого обошёлся нам, то какую цену мы должны заплатить за отца?»
После взятия Форта святого Эльма активность осаждающих сосредоточилась на полуостровах Сенглеа и Биргу. Чтобы передвинуться на новые позиции южнее им пришлось тащить все свои тяжёлые пушки и припасы. Кроме того, в день падения форта святого Эльма к мальтийским рыцарям прибыло подкрепление с Сицилии — 1000 человек, в том числе 42 рыцаря. После того, как на помощь к рыцарям 7 сентября прибыло 9 тысяч человек, османская армия сняла осаду и отплыла с Мальты. Пиале-паша и Мустафа-паша заранее послали Сулейману сообщение о неудаче. Говорят, что только это спасло их головы. «Только со мной мои армии добиваются триумфа!» — сказал Сулейман, получив известие о неудаче. Некоторые винили в этой неудаче Пиале, другие — сераскера Мустафу-пашу. Чтобы не пугать людей печальным зрелищем побеждённых галер, несущих на себе следы боя, Пиале было приказано зайти в порт ночью. В диване, который состоялся вскоре после этого, Сулейман не обращался к первому и второму визирям Соколлу-паше и Пертеву-паше, и к остальным тоже, чтобы смягчить как-то немилость пятого визиря, сераскера Мальтийской экспедиции, c которым он не разговаривал. Шемси Ахмед-паша, доверенное лицо Сулеймана, был в походе к Софии, когда он узнал о бесславном возвращении своего брата Mустафы.
Среди людей в свите Ахмеда как чтец Корана был будущий историк Селаники. С его слов мы знаем о большинстве событий того времени.
Мустафа-паша лишился  милости султана Сулеймана I и был понижен в должности (с четвёртого до пятого визиря), в то время как Пиале-паша сохранил звание капудан-паши.

### Смерть
Тверитинова предположила, что Мустафа-паша был казнён: «принимавший участие в походе на Мальту в 1565 г. в качестве командующего войсками сердар Мустафа-паша, который после неудачного результата этого похода был смещён с поста везира и, по-видимому, позже казнён». Однако известно, что Мустафа в 1566 году, занимая пост пятого визиря, принял участие в осаде Сигетвара вместе с братом Ахмедом. Затем занимал пост бейлербея Румелии.
В 1568/69 году вышел на пенсию, и выйдя в дорогу для хаджа, умер в дороге. Озтуна пишет, что он умер в Мекке, Сюрейя уточняет и называет местом его смерти долину Арафат у Мекки. 

## Комментарии
1. ↑  Различные представители семейства называли себя Чандароглу, Кандароглу, Джандарлы, Исфендияроглу (по имени самого выдающегося представителя Исфендияра Мубаоиз ад-дина). Некоторые потомки Кизил Ахмеда назывались Кизилахметли.
2. ↑  Помимо Сельчук-хатун ещё две дочери Мехмеда I стали жёнами представителей семьи Джандарлы[1].
3. ↑  Его правление продолжалось только три месяца, потом бейлик подчинился Османам.
4. ↑  Алдерсон и Сюрейя не называют её имени, указывая только, что безымянная дочь Баязида родила Мустафу-пашу.
5. ↑  Нигде не указано имя матери этого сына Мирзы-паши, однако это не Фатьма-султан и не Сахниса-султан.
6. ↑  К моменту правления Мурада брат Мустафы-паши — Шамси Ахмед-паша — называется «последний отпрыск семьи Кизил Ахмедли»[11].
7. ↑  На самом деле сомнения вызывает переход от Халида ад-дина к Шемседдину, потому что от Шемседдина (это Тимур бен Джандар Шамс ад-дин) до Шемси-паши документально подтверждены все переходы[15].
8. ↑  Госпитальеры — рыцари святого Иоанна.
9. ↑  Османское название Средиземного моря.
10. ↑  Великий визирь Али, провожая армаду и глядя на Мустафа-Пашу и Пиала-Пашу саркастически заметил: «Вот два господина с развитым чувством юмора, любители опиума и кофе. Они отправляются на увеселительную прогулку к островам. Готов поспорить, что весь груз — это арабские бобы и мак»[19].
11. ↑  Возможно, что заблуждение связано с той жестокостью, которую проявил Мустафа-паша, показавший  себя не менее кровожадным, чем Лала Мустафа-паша на Кипре.